# Sphaenorhynchus carneus
Sphaenorhynchus carneus és una espècie de granota que es troba al Brasil, Colòmbia, l'Equador, Perú i, possiblement també, Bolívia.